# Mora (comuna)
Mora (em sueco: Mora kommun) é uma comuna da Suécia localizada no condado de Dalecárlia. Sua capital é a cidade de Mora. Possui 2 812 quilômetros quadrados e segundo censo de 2018, havia 20 390 habitantes.